# 綠色要塞

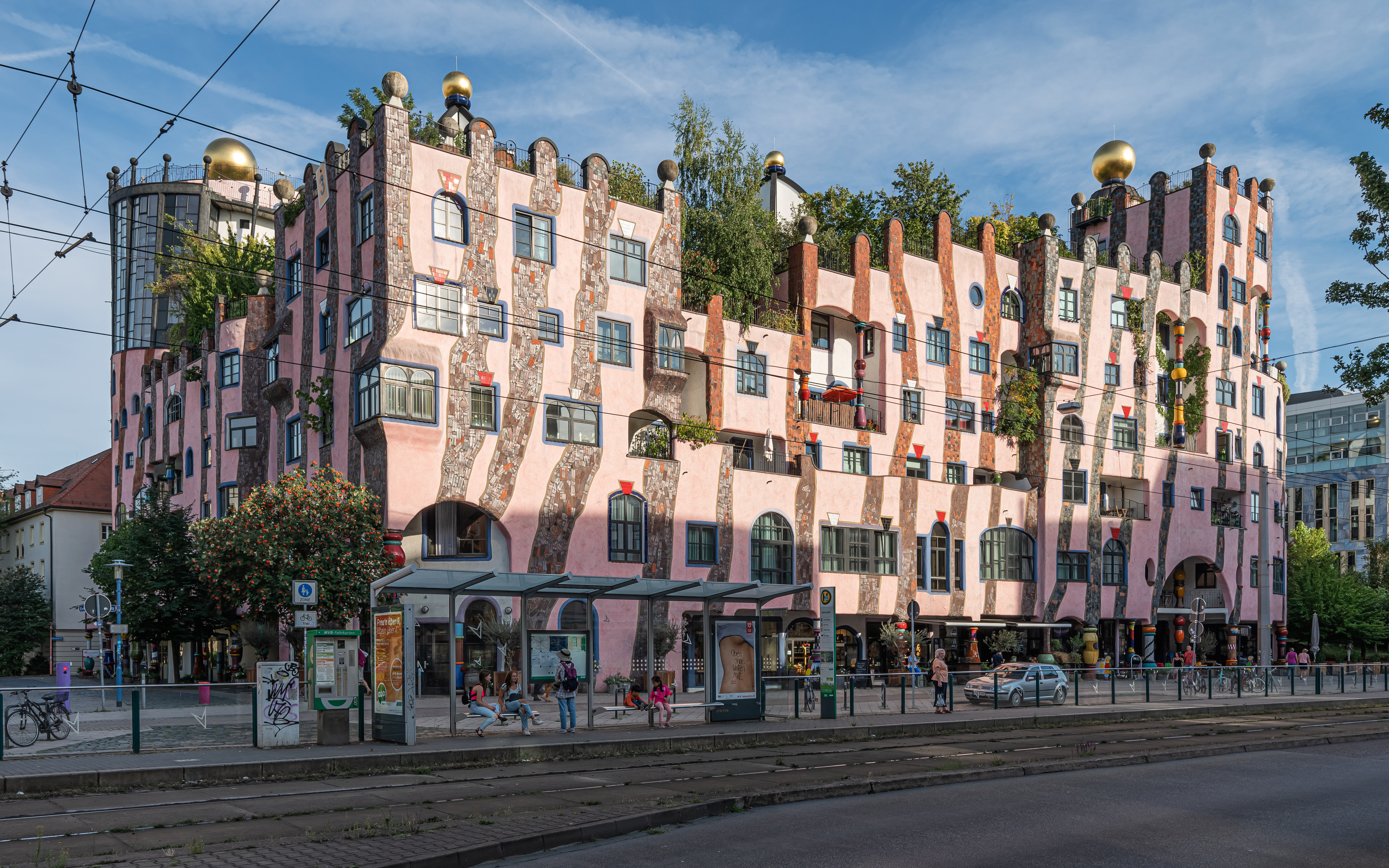

綠色要塞（德語：Grüne Zitadelle von Magdeburg）是位於德國城市馬德堡的一座建築，由佛登斯列·漢德瓦薩設計。這座建築和漢德瓦薩的其他建築一樣引起了巨大的爭議。建築修建耗資2700萬歐元。

## 外部連結
- Homepage der Grünen Zitadelle von Magdeburg （页面存档备份，存于）
- Offizielle Facebookseite der Grünen Zitadelle von Magdeburg

1. ↑  Bericht 的存檔，存档日期2012-01-26. im Magazin Brand eins, November 2011, abgerufen am 13. Januar 2012